# PTT 1. Lig 2013/14
Die PTT 1. Lig 2013/14 war die 51. Spielzeit der zweithöchsten türkischen Spielklasse im Fußball der Männer sein. Sie begann am 17. August 2013 mit dem 1. Spieltag. Ende Mai 2014 endete die Saison 2013/14 mit den Relegationsspielen zwischen dem Dritt- bis Sechstplatzierten. Aufgrund der ungeraden Mannschaftszahl wurde die Liga in 38. Spieltagen gespielt, wobei an jedem Spieltag eine andere Mannschaft pausierte.

## Teilnehmerzusammensetzung
Zu Saisonbeginn waren zu den von der vorherigen Saison verbleibenden 12 Mannschaften die drei Absteiger aus der erstklassigen Süper Lig Istanbul Büyükşehir Belediyespor, Mersin İdman Yurdu, Orduspor und die drei Aufsteiger aus der drittklassigen TFF 2. Lig Balıkesirspor, Kahramanmaraşspor, Fethiyespor hinzugekommen.
Zusätzlich zu diesen regulären Teilnehmern wurde auch Ankaraspor in die Liga aufgenommen. Der Verein musste vor einigen Jahren Zwangsabsteigen und erwirkte später per Gerichtsbeschluss die Teilnahme für diese Zweitligasaison.
Die Erstligaabsteiger Mersin Idman Yurdu und Orduspor kehrten damit nach zweijähriger Erstligazugehörigkeit wieder in die 1. Lig zurück, wohingegen Istanbul BB nach siebenjähriger Erstligazugehörigkeit wieder an der zweithöchsten türkischen Spielklasse teilnahm. Der Aufsteiger Balıkesirspor zählte bis in die späten 1990er Jahre zu den ständigen Mitgliedern der 1. Lig und stieg danach bis in die Amateurliga ab. Mit dem Aufstieg kehrte der Verein nach 17 Jahren wieder in die 1. Lig zurück. Die beiden anderen Kahramanmaraşspor und Fethiyespor nahmen nach 18 Jahren wieder an der zweithöchsten türkischen Spielklasse teil.

## Saisonverlauf

### Ligaphase
Der Liganeuling Kahramanmaraşspor rutschte relativ frühzeitig auf den letzten Tabellenplatz und beendete die Hinrunde als Tabellenschlusslicht. Nachdem auch in der Rückrunde keine Wende erreicht wurde, stand der Verein durch die 1:2-Auswärtsniederlage gegen Denizlispor am 32. Spieltag als erster Absteiger fest.
Der Erstligaabsteiger Istanbul Büyükşehir Belediyespor sicherte sich am 36. Spieltag, zwei Spieltage vor Saisonende, durch einen 0:4-Auswärtssieg gegen Şanlıurfaspor die Meisterschaft der Liga und damit den direkten Wiederaufstieg in die Süper Lig.

## Statistiken

### Abschlusstabelle

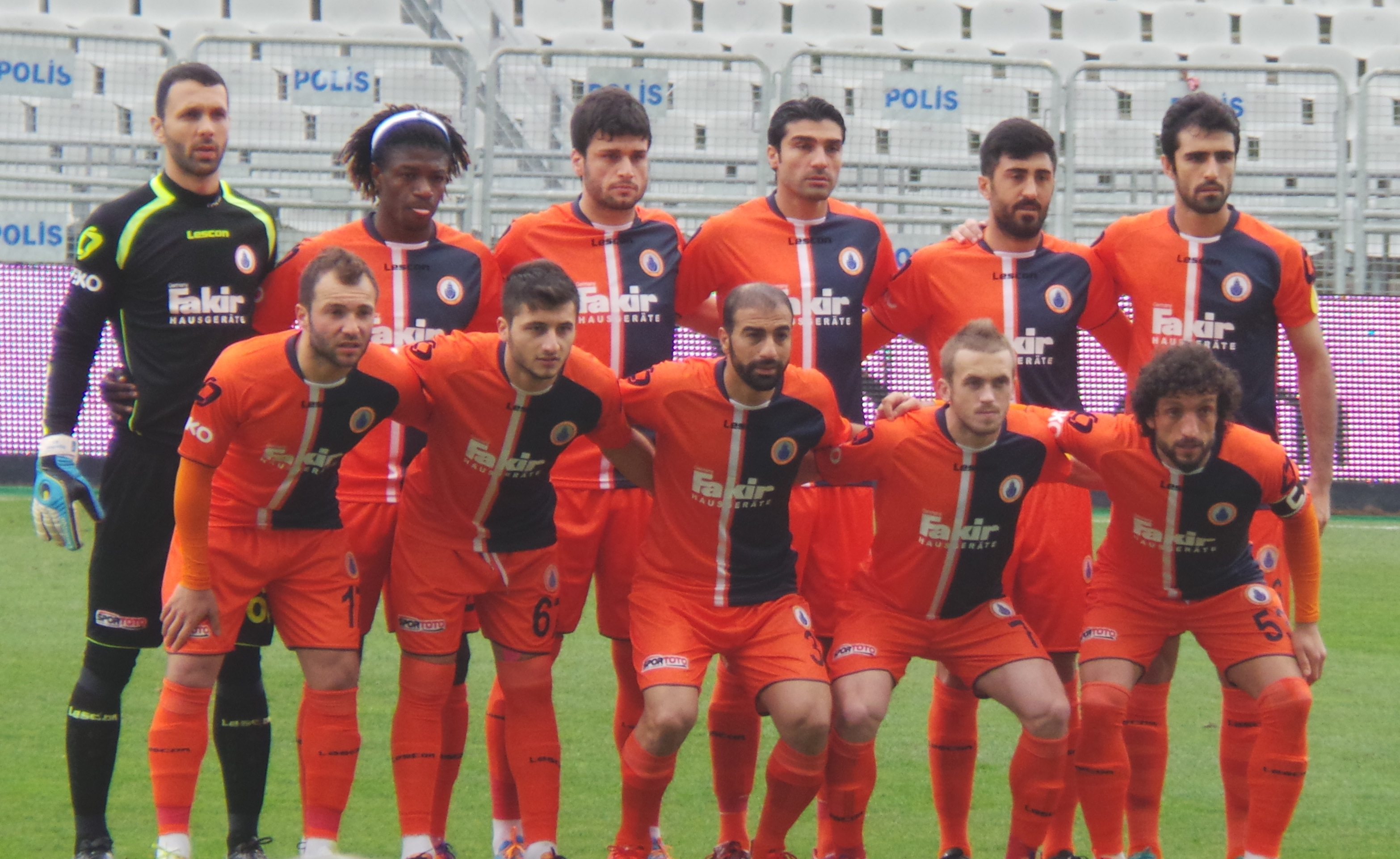
Meisterschaftsmannschaft von İstanbul BB vor der Partie gegen Manisaspor.

| Pl. | Verein                 | Sp. | S  | U  | N  | Tore    | Diff. | Punkte |
| --- | ---------------------- | --- | -- | -- | -- | ------- | ----- | ------ |
| 1.  | Istanbul BB (A)        | 36  | 24 | 6  | 6  | 076:380 | +38   | 78     |
| 2.  | Balıkesirspor (N)      | 36  | 22 | 7  | 7  | 056:330 | +23   | 73     |
| 3.  | Orduspor (A)           | 36  | 21 | 8  | 7  | 057:300 | +27   | 71     |
| 4.  | Ankaraspor (N)         | 36  | 18 | 12 | 6  | 061:350 | +26   | 66     |
| 5.  | Samsunspor             | 36  | 17 | 14 | 5  | 061:360 | +25   | 65     |
| 6.  | Mersin İdman Yurdu (A) | 36  | 16 | 12 | 8  | 056:430 | +13   | 60     |
| 7.  | Manisaspor             | 36  | 16 | 6  | 14 | 055:470 | +8    | 54     |
| 8.  | Karşıyaka SK           | 36  | 13 | 10 | 13 | 051:490 | +2    | 49     |
| 9.  | Bucaspor               | 36  | 14 | 4  | 18 | 047:590 | −12   | 46     |
| 10. | Denizlispor            | 36  | 14 | 4  | 18 | 042:560 | −14   | 46     |
| 11. | Şanlıurfaspor          | 36  | 12 | 9  | 15 | 046:490 | −3    | 45     |
| 12. | Adanaspor              | 36  | 11 | 10 | 15 | 051:550 | −4    | 43     |
| 13. | Adana Demirspor        | 36  | 11 | 10 | 15 | 058:630 | −5    | 43     |
| 14. | Gaziantep BB           | 36  | 10 | 11 | 15 | 030:470 | −17   | 41     |
| 15. | Boluspor               | 36  | 10 | 10 | 16 | 034:470 | −13   | 40     |
| 16. | Fethiyespor (N)        | 36  | 10 | 8  | 18 | 047:590 | −12   | 38     |
| 17. | 1461 Trabzon           | 36  | 7  | 14 | 15 | 049:580 | −9    | 35     |
| 18. | Tavşanlı Linyitspor    | 36  | 9  | 7  | 20 | 039:670 | −28   | 34     |
| 19. | Kahramanmaraşspor (N)  | 36  | 2  | 8  | 26 | 031:760 | −45   | 14     |

Platzierungskriterien: 1. Punkte – 2. Direkter Vergleich (Punkte, Tordifferenz, geschossene Tore) – 3. Tordifferenz – 4. geschossene Tore

|     | Direkter Aufstieg in die Süper Lig     |
|     | Play-off-Sieger und letzter Aufsteiger |
|     | Teilnahmeplatz für die Playoffs        |
|     | Abstieg in die TFF 2. Lig              |
| (A) | Absteiger aus der Süper Lig            |
| (N) | Neuling aus der TFF 2. Lig             |

### Kreuztabelle
Die Kreuztabelle stellt die Ergebnisse aller Spiele dieser Saison dar. Die Heimmannschaft ist in der linken Spalte, die Gastmannschaft in der oberen Zeile aufgelistet.
| 2013/14             | Istanbul BB | Orduspor | Mersin Idman Yurdu | Manisaspor | Adana Demirspor | Bucaspor | 1461 Trabzon | Adanaspor | Karsiyaka SK | Boluspor | Denizlispor | Şanlıurfaspor | Gaziantep BB | Samsunspor | Tavşanlı Linyitspor | Kahramanmaraşspor | Balıkesirspor | Fethiyespor | Ankaraspor |
| ------------------- | ----------- | -------- | ------------------ | ---------- | --------------- | -------- | ------------ | --------- | ------------ | -------- | ----------- | ------------- | ------------ | ---------- | ------------------- | ----------------- | ------------- | ----------- | ---------- |
| Istanbul BB         |             | 0:1      | 2:3                | 4:3        | 4:0             | 2:1      | 2:1          | 3:1       | 4:2          | 4:1      | 1:0         | 2:1           | 4:0          | 1:3        | 3:1                 | 3:0               | 0:0           | 1:0         | 0:0        |
| Orduspor            | 0:1         |          | 0:0                | 2:0        | 3:1             | 1:1      | 1:1          | 2:0       | 2:1          | 1:0      | 3:0         | 2:0           | 0:1          | 0:0        | 3:0                 | 0:0               | 0:1           | 3:0         | 3:1        |
| Mersin İdman Yurdu  | 2:2         | 1:0      |                    | 1:0        | 2:0             | 3:1      | 0:1          | 3:0       | 3:0          | 0:0      | 0:1         | 1:1           | 0:0          | 5:4        | 2:0                 | 4:1               | 0:1           | 3:1         | 1:1        |
| Manisaspor          | 2:1         | 1:2      | 3:2                |            | 1:1             | 2:0      | 2:1          | 1:0       | 2:3          | 0:1      | 1:2         | 0:0           | 0:0          | 3:4        | 2:4                 | 2:0               | 3:0           | 5:1         | 0:1        |
| Adana Demirspor     | 1:3         | 3:2      | 1:1                | 2:2        |                 | 5:4      | 2:1          | 1:3       | 1:1          | 2:1      | 3:2         | 2:2           | 4:1          | 3:3        | 3:0                 | 3:0               | 0:1           | 3:1         | 2:3        |
| Bucaspor            | 1:2         | 2:1      | 2:2                | 1:1        | 1:0             |          | 0:2          | 1:3       | 1:0          | 2:0      | 1:0         | 0:1           | 2:1          | 1:1        | 1:2                 | 2:1               | 0:2           | 1:0         | 1:2        |
| 1461 Trabzon        | 2:3         | 1:1      | 2:2                | 1:3        | 1:1             | 2:3      |              | 0:0       | 1:1          | 3:3      | 5:1         | 3:4           | 1:1          | 1:1        | 4:0                 | 1:1               | 1:2           | 3:2         | 0:0        |
| Adanaspor           | 4:0         | 0:4      | 3:1                | 1:2        | 2:2             | 2:3      | 3:3          |           | 1:2          | 1:0      | 1:3         | 0:2           | 3:0          | 1:1        | 3:0                 | 3:1               | 2:3           | 1:1         | 1:1        |
| Karşıyaka SK        | 1:3         | 0:1      | 0:0                | 3:2        | 0:0             | 2:3      | 2:0          | 1:0       |              | 2:2      | 0:1         | 1:0           | 1:2          | 1:2        | 1:1                 | 0:0               | 3:1           | 1:2         | 1:1        |
| Boluspor            | 0:4         | 1:2      | 1:2                | 0:1        | 1:0             | 1:0      | 0:0          | 1:1       | 1:4          |          | 1:0         | 0:0           | 0:0          | 1:0        | 2:0                 | 1:0               | 0:1           | 1:1         | 2:3        |
| Denizlispor         | 1:1         | 0:1      | 2:0                | 0:1        | 3:1             | 0:4      | 2:0          | 0:0       | 2:3          | 0:2      |             | 3:1           | 1:1          | 2:2        | 3:0                 | 2:1               | 1:0           | 1:5         | 0:4        |
| Şanlıurfaspor       | 1:1         | 3:4      | 2:3                | 0:2        | 2:1             | 4:1      | 0:1          | 0:1       | 2:2          | 3:4      | 3:0         |               | 0:1          | 0:0        | 1:1                 | 1:0               | 1:1           | 0:1         | 0:4        |
| Gaziantep BB        | 0:4         | 0:3      | 0:1                | 0:1        | 1:2             | 1:2      | 0:0          | 1:1       | 1:1          | 1:1      | 1:0         | 0:1           |              | 0:1        | 2:1                 | 2:1               | 2:1           | 0:2         | 3:3        |
| Samsunspor          | 0:1         | 0:1      | 3:3                | 2:1        | 2:2             | 2:0      | 1:0          | 3:1       | 0:1          | 2:0      | 2:0         | 3:1           | 2:1          |            | 1:0                 | 4:1               | 3:0           | 2:0         | 1:1        |
| Tavşanlı Linyitspor | 1:3         | 0:1      | 4:0                | 3:3        | 2:1             | 2:0      | 0:3          | 2:2       | 2:1          | 3:2      | 1:2         | 2:0           | 1:2          | 0:3        |                     | 1:1               | 0:2           | 2:1         | 0:0        |
| Kahramanmaraşspor   | 1:3         | 2:3      | 0:2                | 0:1        | 1:4             | 2:4      | 3:2          | 2:3       | 1:4          | 0:0      | 0:2         | 0:2           | 0:2          | 1:1        | 4:1                 |                   | 1:2           | 1:3         | 1:1        |
| Balıkesirspor       | 2:1         | 2:2      | 1:1                | 1:0        | 1:0             | 2:0      | 4:0          | 2:1       | 4:1          | 1:0      | 3:0         | 1:2           | 1:0          | 2:2        | 1:0                 | 3:1               |               | 1:1         | 1:1        |
| Fethiyespor         | 1:2         | 2:2      | 0:1                | 0:1        | 2:1             | 4:0      | 4:0          | 0:1       | 0:3          | 2:0      | 1:4         | 1:3           | 1:1          | 0:0        | 2:2                 | 2:2               | 0:4           |             | 3:1        |
| Ankaraspor          | 1:1         | 4:0      | 3:1                | 3:1        | 3:0             | 1:0      | 3:1          | 3:1       | 0:1          | 1:3      | 2:1         | 0:2           | 0:1          | 0:0        | 2:0                 | 2:0               | 3:1           | 2:1         |            |

### Play-offs
Halbfinale
- Hinspiele: 9. Mai 2014
- Rückspiele: 13. Mai 2014

|                    | Gesamt |            | Hinspiel | Rückspiel |
| ------------------ | ------ | ---------- | -------- | --------- |
| Mersin İdman Yurdu | 3:1    | Orduspor   | 2:1      | 1:0       |
| Samsunspor         | 2:1    | Ankaraspor | 1:0      | 1:1       |

Finale
| Mersin İdman Yurdu                                            | Mersin İdman Yurdu | Samsunspor | Samsunspor |
| ------------------------------------------------------------- | --- | --- | ---------- |
| Mersin İdman Yurdu                                            | \| Relegations-Finale \| \| 18. Mai 2014 um 16:55 Uhr in Istanbul (Şükrü Saracoğlu Stadı) \| \| Ergebnis: 2:0 (1:0) \| \| Schiedsrichter: Fırat Aydınus \| \| Spielbericht \|                                                                     | \| Relegations-Finale \| \| 18. Mai 2014 um 16:55 Uhr in Istanbul (Şükrü Saracoğlu Stadı) \| \| Ergebnis: 2:0 (1:0) \| \| Schiedsrichter: Fırat Aydınus \| \| Spielbericht \|                                                                                 | Samsunspor |
| Mersin İdman Yurdu                                            | Ahmet Şahin – Anıl Karaer, Milan Mitrović, Ali Tandoğan (52. Eren Tozlu) – Murat Ceylan, Güven Varol, Wissem Ben Yahia, Berkan Afşarlı (67. Mahmut Temür), Nurullah Kaya – Emrah Bozkurt (76. Cem Sultan), Mehmet Yıldız Cheftrainer: Hakan Kutlu | Furkan Köse – Cemil Adıcan, Fatih Kılıçkaya, Murat Akyüz, Ahmet Burak Solakel – Musa Aydın (79. Tuna Üzümcü), Musa Sinan Yılmazer (46. Ekigho Ehiosun), Aminu Umar, Adnan Güngör (67. Arif Şahin), Taha Yalçıner – Eldin Adilović Cheftrainer: Hüseyin Kalpar | Samsunspor |
| Mersin İdman Yurdu                                            | 1:0 Güven Varol (42.) 2:0 Cem Sultan (87.) | | Samsunspor |
| Mersin İdman Yurdu                                            | Berkan Afşarlı (45.), Eren Tozlu (58.), Wissem Ben Yahia (90.) | Musa Sinan Yılmazer (39.), Cemil Adıcan (63.) | Samsunspor |
| Mersin İdman Yurdu                                            | Mersin Idman Yurdu ist durch diesen Sieg in die Süper Lig aufgestiegen. | | Samsunspor |
| Relegations-Finale                                            | | |            |
| 18. Mai 2014 um 16:55 Uhr in Istanbul (Şükrü Saracoğlu Stadı) | | |            |
| Ergebnis: 2:0 (1:0)                                           | | |            |
| Schiedsrichter: Fırat Aydınus                                 | | |            |
| Spielbericht                                                  | | |            |

### Torschützenliste
Bei gleicher Anzahl von Treffern sind die Spieler alphabetisch geordnet.
| Pl.                                | Name               | Mannschaft      | Tore |
| ---------------------------------- | ------------------ | --------------- | ---- |
| 1.                                 | Slavko Perović     | Manisaspor      | 19   |
| 1.                                 | Muhammet Reis      | Balıkesirspor   | 19   |
| 02.                                | Anıl Taşdemir      | Orduspor        | 17   |
| 03.                                | Tiago Bezerra      | Adanaspor       | 16   |
| 4.                                 | Ahmet Aras         | Fethiyespor     | 15   |
| 4.                                 | Eldin Adilovic     | Samsunspor      | 15   |
| 5.                                 | Mehmet Batdal      | Istanbul BB     | 13   |
| 5.                                 | Zafer Çevik        | Bucaspor        | 13   |
| 6.                                 | Abdulkadir Özgen   | Manisaspor      | 12   |
| 6.                                 | Barış Memiş        | 1461 Trabzon    | 12   |
| 6.                                 | Doka Madureira     | Istanbul BB     | 12   |
| 6.                                 | Mehmet Eren Boyraz | Adana Demirspor | 12   |
| Quelle: tff.org, Stand: Saisonende |                    |                 |      |

### Meiste Torvorlagen (Assists)
Bei gleicher Anzahl von Torvorlagen sind die Spieler alphabetisch geordnet.
| Pl.               | Name             | Mannschaft    | Assists |
| ----------------- | ---------------- | ------------- | ------- |
| 01.               | Musa Aydın       | Samsunspor    | 11      |
| 02.               | Sofiane Hanni    | Ankaraspor    | 10      |
| 02.               | Benjamin Fuchs   | Manisaspor    | 10      |
| 03.               | Muhammet Reis    | Balıkesirspor | 9       |
| 04.               | Dilaver Güçlü    | Ankaraspor    | 8       |
| 04.               | Edin Višća       | Istanbul BB   | 8       |
| 04.               | Onur Okan        | Fethiyespor   | 8       |
| 04.               | Lalawélé Atakora | Balıkesirspor | 8       |
| 05.               | Recep Niyaz      | Bucaspor      | 7       |
| 05.               | Anıl Taşdemir    | Orduspor      | 7       |
| Stand: Saisonende |                  |               |         |

## Trainer
| Verein          | Trainer                       | im Amt seit  |
| --------------- | ----------------------------- | ------------ |
| 1461 Trabzon    | Ekrem Al                      | 29. Spieltag |
| Adanaspor       | Levent Eriş                   | 9. Spieltag  |
| Adana Demirspor | Ercan Albay                   | 28. Spieltag |
| Ankaraspor      | Osman Özköylü                 | 24. Spieltag |
| Balıkesirspor   | İsmail Ertekin                | 1. Spieltag  |
| Boluspor        | Engin Korukır                 | 33. Spieltag |
| Bucaspor        | Mustafa Bahadır               | 14. Spieltag |
| Denizlispor     | Özcan Bizati                  | 18. Spieltag |
| Fethiyespor     | Engin İpekoğlu                | 14. Spieltag |
| Gaziantep BB    | Mehmet Polat Bülent Bölükbaşı | 27. Spieltag |

| Verein                  | Trainer         | im Amt seit  |
| ----------------------- | --------------- | ------------ |
| Istanbul BB             | Cihat Arslan    | 1. Spieltag  |
| Kahramanmaraşspor       | Orhan Şerit     | 14. Spieltag |
| Karşıyaka SK            | Yusuf Şimşek    | 20. Spieltag |
| Manisaspor              | Kemal Özdeş     | 1. Spieltag  |
| Mersin İdman Yurdu      | Yılmaz Vural    | 28. Spieltag |
| Orduspor                | Hüsnü Özkara    | 37. Spieltag |
| Samsunspor              | Hüseyin Kalpar  | 1. Spieltag  |
| Şanlıurfaspor           | Hüseyin Dağ     | 27. Spieltag |
| TKİ Tavşanlı Linyitspor | Ali Nail Durmuş | 20. Spieltag |

### Trainerwechsel vor der Saison
| Verein            | Trainer             | Grund             | Datum         | Nachfolger          |
| ----------------- | ------------------- | ----------------- | ------------- | ------------------- |
| Adanaspor         | Levent Eriş         | Vertragsauflösung | 14. Mai 2013  | Ekrem Al            |
| Orduspor          | Cevat Güler         | Vertragsende      | 31. Mai 2013  | Erkan Sözeri        |
| Istanbul BB       | Bülent Korkmaz      | Vertragsauflösung | 30. Mai 2013  | Cihat Arslan        |
| Karşıyaka SK      | Cihat Arslan        | Vertragsende      | 31. Mai 2013  | Sait Karafırtınalar |
| 1461 Trabzon      | Mustafa Reşit Akçay | Vertragsauflösung | 6. Juni 2013  | Kadir Özcan         |
| Boluspor          | Osman Nuri Işılar   | Vertragsende      | 7. Juni 2013  | Ali Beykoz          |
| Bucaspor          | Sait Karafırtınalar | Vertragsauflösung | 20. Juni 2013 | Kemal Kılıç         |
| Adana Demirspor   | Mustafa Uğur        | Vertragsauflösung | 25. Juni 2013 | Yücel İldiz         |
| Samsunspor        | Besim Durmuş        | Vertragsauflösung | 1. Juli 2013  | Hüseyin Kalpar      |
| Manisaspor        | Reha Erginer        | Vertragsauflösung | 9. Juli 2013  | Kemal Özdeş         |
| Denizlispor       | Özcan Bizati        | Vertragsauflösung | 21. Juli 2013 | Serdar Dayat        |
| Kahramanmaraşspor | Fethi Çokkeser      | Vertragsauflösung | 22. Juli 2013 | Besim Durmuş        |

### Trainerwechsel während der Saison
| Verein              | Trainer             | Grund                     | Datum              | Nachfolger                    |
| ------------------- | ------------------- | ------------------------- | ------------------ | ----------------------------- |
| Adanaspor           | Ekrem Al            | Rücktritt                 | 21. August 2013    | Ercan Albay                   |
| Şanlıurfaspor       | Raşit Çetiner       | Rücktritt                 | 19. September 2013 | Ömer Can Göksu                |
| Kahramanmaraşspor   | Besim Durmuş        | Vertragsauflösung         | 15. September 2013 | Yılmaz Özlem                  |
| Denizlispor         | Serdar Dayat        | Rücktritt                 | 23. September 2013 | Yusuf Şimşek                  |
| Adanaspor           | Ercan Albay         | Vertragsauflösung         | 30. September 2013 | Eyüp Arın                     |
| Adanaspor           | Eyüp Arın           | Interimsweise Cheftrainer | 9. Oktober 2013    | Levent Eriş                   |
| 1461 Trabzon        | Kadir Özcan         | Tod                       | 9. Oktober 2013    | Ayhan Alemdaroğlu             |
| Gaziantep BB        | Suat Kaya           | Vertragsauflösung         | 30. Oktober 2013   | Hasan Özer                    |
| Fethiyespor         | Mustafa Ceviz       | Rücktritt                 | 4. November 2013   | Engin İpekoğlu                |
| Adana Demirspor     | Yücel İldiz         | Rücktritt                 | 6. November 2013   | Mustafa Uğur                  |
| Şanlıurfaspor       | Ömer Can Göksu      | Entlassung                | 10. November 2013  | Reha Kapsal                   |
| Bucaspor            | Kemal Kılıç         | Rücktritt                 | 24. November 2013  | Mustafa Bahadır               |
| Boluspor            | Ali Beykoz          | Rücktritt                 | 26. November 2013  | Besim Durmuş                  |
| Kahramanmaraşspor   | Yılmaz Özlem        | Rücktritt                 | 27. November 2013  | Orhan Şerit                   |
| Tavşanlı Linyitspor | Erol Tok            | Rücktritt                 | 30. November 2013  | Salih Yorulmaz                |
| Denizlispor         | Yusuf Şimşek        | Rücktritt                 | 16. Dezember 2013  | Özcan Bizati                  |
| Karşıyaka SK        | Sait Karafırtınalar | Vertragsauflösung         | 23. Dezember 2013  | Yusuf Şimşek                  |
| Tavşanlı Linyitspor | Salih Yorulmaz      | Rücktritt                 | 28. Dezember 2013  | Ali Nail Durmuş               |
| Boluspor            | Besim Durmuş        | Rücktritt                 | 17. Februar 2014   | Engin Korukır                 |
| Adana Demirspor     | Mustafa Uğur        | Rücktritt                 | 17. Februar 2014   | Nurettin Yılmaz               |
| Adana Demirspor     | Nurettin Yılmaz     | Interimsweise Cheftrainer | 4. März 2014       | Ercan Albay                   |
| Şanlıurfaspor       | Reha Kapsal         | Rücktritt                 | 20. Februar 2014   | Hüseyin Dağ                   |
| Gaziantep BB        | Hasan Özer          | Vertragsauflösung         | 26. Februar 2014   | Mehmet Polat Bülent Bölükbaşı |
| Mersin İdman Yurdu  | Hakan Kutlu         | Entlassung                | 6. März 2014       | Yılmaz Vural                  |
| 1461 Trabzon        | Ayhan Alemdaroğlu   | Rücktritt                 | 10. März 2014      | Ekrem Al                      |
| Boluspor            | Engin Korukır       | Entlassung                | 30. März 2014      | Yılmaz Özen                   |
| Orduspor            | Erkan Sözeri        | Entlassung                | 25. April 2014     | Hüsnü Özkara                  |

## Die Meistermannschaft von Istanbul Büyükşehir Belediyespor
| 1. | Istanbul Büyükşehir Belediyespor |
|    | - Tor: Eser Altın (6 Spiel/kein Tor); Oğuzhan Bahadır (28/-); Orkun Uşak (2/-) - Abwehr: Can Arat (9/1); Sedat Ağçay (16/-); Orhan Ak (1/-); Orhan Taşdelen (25/5); Alparslan Erdem (11/-); Rızvan Şahin (18/-); Hüseyin Tok (13/-); Gençer Cansev (27/1); Mustafa Sarp (24/6) Abdulaziz Solmaz (3/-); André Geraldes (1/-)1 - Mittelfeld: Mahmut Tekdemir (29/1); Edin Višća (34/10); Zeki Korkmaz (10/-); Doka Madureira (31/12); Ömer Can Sokullu (35/5); Alaattin Tosun (27/-); Veysel Aksu (9/-); Fevzi Özkan (14/3) Murat Akın (14/2); Tom (1/-)1 - Angriff: Mehmet Batdal (31/13); Murat Yılmaz (7/1); Mohamed Bangura (8/1); Tayfun Pektürk (22/5); Cenk Şahin (25/4); İbrahim Yılmaz (18/6); Simon Zenke (4/-)1 - Trainer: Cihat Arslan 1André Geraldes, Tom und Zenke bestritten nur die erste Saisonhälfte für Istanbul BB |

## Spielstätten
| Verein            | Stadion                   | Kapazität |                         | Verein                                | Stadion       | Kapazität |
| Istanbul BB       | Atatürk-Olympiastadion    | 76.092    | Adana Demirspor         | 5-Ocak-Stadion                        | 14.085        |           |
| Şanlıurfaspor     | Şanlıurfa GAP Stadion     | 28.965    | Adanaspor               | 5-Ocak-Stadion                        | 14.085        |           |
| Ankaraspor        | Yenikent-Asaş-Stadion     | 19.626    | Orduspor                | Ordu 19 Eylül Stadyumu                | 12.000        |           |
| Gaziantep BB      | Kamil-Ocak-Stadion        | 16.981    | Mersin Idman Yurdu      | Tevfik-Sırrı-Gür-Stadion Mersin Arena | 10.128 25.534 |           |
| Manisaspor        | Manisa 19 Mayıs Stadion   | 16.597    | Boluspor                | Bolu-Atatürk-Stadion                  | 08.881        |           |
| Samsunspor        | Samsun 19 Mayıs Stadı     | 16.480    | Bucaspor                | Buca Arena                            | 08.810        |           |
| Balıkesirspor     | Balıkesir Atatürk Stadion | 15.800    | Fethiyespor             | Fethiye İlçe Stadion                  | 08.372        |           |
| Denizlispor       | Denizli-Atatürk-Stadion   | 15.427    | 1461 Trabzon            | Ahmet-Suat-Özyazıcı-Stadion           | 07.700        |           |
| Karşıyaka SK      | Alsancak-Stadion          | 15.358    | TKİ Tavşanlı Linyitspor | Tavşanlı Şehir Stadion                | 04.200        |           |
| Kahramanmaraşspor | Stadion des 12. Februars  | 15.050    |                         |                                       |               |           |

## Sponsoren
| Verein              | Ausrüster | Hauptsponsor     |
| ------------------- | --------- | ---------------- |
| 1461 Trabzon        | Nike      |                  |
| Adana Demirspor     | Umbro     |                  |
| Adanaspor           | Lotto     |                  |
| Ankaraspor          | Nike      |                  |
| Balıkesirspor       | Umbro     |                  |
| Boluspor            | Umbro     | Borvo            |
| Bucaspor            | Diadora   |                  |
| Denizlispor         | Umbro     | Tekden           |
| Fethiyespor         | Umbro     | Esnaf Hastanesi  |
| Gaziantep BB        | Adidas    |                  |
| Istanbul BB         | Lescon    | Fakir Hausgeräte |
| Kahramanmaraşspor   | Lotto     |                  |
| Karşıyaka SK        | Umbro     |                  |
| Manisaspor          | Lescon    | Vestel           |
| Mersin İdman Yurdu  |           |                  |
| Orduspor            | Umbro     | Sport Toto       |
| Samsunspor          | Erreà     | Sport Toto       |
| Şanlıurfaspor       | Adidas    |                  |
| Tavşanlı Linyitspor | Lotto     |                  |

(Stand: 12. Oktober 2013)